# Христофорівська селищна рада
Христофо́рівська се́лищна ра́да — орган місцевого самоврядування у Криворізькому районі Дніпропетровської області. Адміністративний центр — селище міського типу Христофорівка.

## Загальні відомості
- Територія ради: 5 км²
- Населення ради: 1 556 осіб (станом на 2001 рік)

## Населені пункти
Селищній раді підпорядковані населені пункти:
- смт Христофорівка

## Склад ради
Рада складається з 16 депутатів та голови.
- Голова ради: Сидоров Володимир Федорович
- Секретар ради: Верховець Любов Григорівна

### Керівний склад попередніх скликань
| Сидоров Володимир Федорович | Селищний голова, 1957 року народження, освіта вища, безпартійний         | 26.03.2006 | 31.10.2010 |                                |                                                                  |            |  |
| Сидоров Володимир Федорович | Селищний голова, 1957 року народження, освіта вища, член Партії регіонів | 31.10.2010 | 2015       | Троценко Володимир Віталійович | Селищний голова, 1969 року народження, освіта вища, безпартійний | 25.10.2015 |  |

Примітка: таблиця складена за даними сайту Верховної Ради України

### Депутати
За результатами місцевих виборів 2010 року депутатами ради стали:

#### За суб'єктами висування
| Суб'єкт висування                                       | Кількість обраних депутатів | %    |
| ------------------------------------------------------- | --------------------------- | ---- |
| Партія регіонів                                         | 12                          | 75   |
| Політична партія «Сильна Україна»                       | 3                           | 18,8 |
| Політична партія Всеукраїнське об'єднання «Батьківщина» | 1                           | 6,3  |

#### За округами
| № округу                                                | Прізвище, ім'я, по батькові       | Дата визнання обраним | Освіта  | Партійна приналежність                        | Відомості про обраного депутата                                                                                     |
| ------------------------------------------------------- | --------------------------------- | --------------------- | ------- | --------------------------------------------- | --- |
| Партія регіонів                                         |                                   |                       |         |                                               | |
| 1                                                       | Зінченко Сергій Миколайович       | 02.11.2010            | середня | член Партії регіонів                          | ТОВ « Христофорівський завод ВБтаБ», завідувач автогаража                                                           |
| 4                                                       | Недогарський Іван Анатолійович    | 02.11.2010            | середня | член Партії регіонів                          | ППЧ-23 Криворізького РВ МНС України, начальник                                                                      |
| 6                                                       | Черепанова Таміла Миколаївна      | 02.11.2010            | вища    | член Партії регіонів                          | Христофорівська загальноосвітня школа, вчитель початкових класів                                                    |
| 7                                                       | Чечун Олександр Леонідович        | 02.11.2010            | вища    | член Партії регіонів                          | фермерське господарство «Апекс» підприємець                                                                         |
| 8                                                       | Шкута Любов Валеріївна            | 02.11.2010            | вища    | член Партії регіонів                          | ТОВ « Христофорівський завод вогнетривких блоків та бетонів», заступник генерального директора з економічних питань |
| 9                                                       | Верховець Любов Григорівна        | 02.11.2010            | вища    | член Партії регіонів                          | Христофорівська селищна рада, секретар                                                                              |
| 10                                                      | Недогарська Людмила Володимирівна | 02.11.2010            | середня | член Партії регіонів                          | ПП «Гален», менеджер                                                                                                |
| 11                                                      | Кравченко Микола Миколайович      | 02.11.2010            | середня | член Партії регіонів                          | агрофірма «Христофорівське», водій                                                                                  |
| 12                                                      | Білий Микола Якович               | 02.11.2010            | вища    | член Партії регіонів                          | Христофорівська загальноосвітня школа, вчитель біології                                                             |
| 13                                                      | Гуренко Дмитро Васильович         | 02.11.2010            | середня | член Партії регіонів                          | Христофорівська амбулаторія, медичний брат                                                                          |
| 14                                                      | Валецький Сергій Степанович       | 02.11.2010            | вища    | член Партії регіонів                          | приватний підприємець «Валецький С. С.»                                                                             |
| 15                                                      | Петренко Лідія Іванівна           | 02.11.2010            | середня | член Партії регіонів                          | пенсіонер |
| Політична партія Всеукраїнське об'єднання «Батьківщина» |                                   |                       |         |                                               | |
| 16                                                      | Пашкова Юлія Іванівна             | 02.11.2010            | вища    | член Всеукраїнського об'єднання «Батьківщина» | Христофорівський дошкільний навчальний заклад «Буратіно», вихователь                                                |
| Політична партія «Сильна Україна»                       |                                   |                       |         |                                               | |
| 2                                                       | Коньков Василь Миколайович        | 02.11.2010            | середня | позапартійний                                 | ТОВ « Христофорівський завод вогнетривких блоків та бетонів», водій                                                 |
| 3                                                       | Гніденко Тетяна Олексіївна        | 02.11.2010            | середня | позапартійна                                  | ТОВ « Христофорівський завод вогнетривких блоків та бетонів», начальник технічного контролю                         |
| 5                                                       | Федоряка Сергій Миколайович       | 02.11.2010            | середня | позапартійний                                 | ТОВ « Христофорівський завод вогнетривких блоків та бетонів», електрозварювальник                                   |